# حياة واقعية
الحياة الواقعية هي عبارة مستخدمة أصلاً في الأدب للتمييز بين العالم الحقيقي والعوالم الخيالية أو المثالية، وفي التمثيل للتمييز بين فناني الأداء والشخصيات التي يصورونها. في الآونة الأخيرة، أصبح مصطلحًا شائعًا على الإنترنت لوصف الأحداث والأشخاص والأنشطة والتفاعلات التي تحدث خارج الإنترنت؛ أو لم تحدث من خلال وسيط الإنترنت في المقام الأول. يتم استخدامه أيضًا كاستعارة للتمييز بين الحياة في بيئة مهنية بدلاً من البيئة الأكاديمية، أو مرحلة البلوغ وعالم البالغين بدلاً من الطفولة أو المراهقة.

## للتمييز عن الخيال

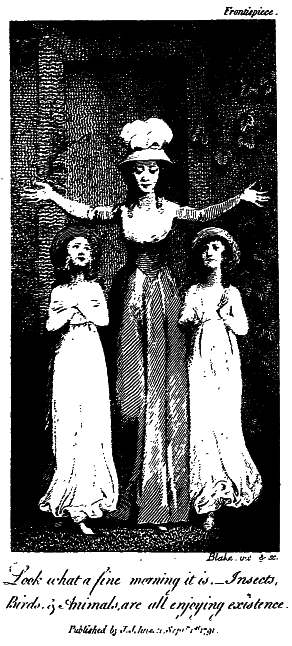
رسم توضيحي لـ ويليام بليك لـ Wollstonecraft's Original Stories (1791)

عند استخدامه للتمييز بين العوالم أو الأكوان الخيالية مقابل واقع إجماع القارئ، فإن المصطلح له تاريخ طويل:
في عملها عام 1788 بعنوان Original Stories from Real Life ؛ مع المحادثات المحسوبة لتنظيم المشاعر ، وتشكيل العقل للحقيقة والخير ، توظف الكاتبة ماري ولستونكرافت المصطلح في عنوانها، مما يمثل تركيز العمل على أخلاقيات الطبقة الوسطى التي اعتبرتها متفوقة على ثقافة المحكمة التي تمثلها الحكايات الخيالية وقيم الحظ والحظ الموجودة في القصص الصغيرة للفقراء. كما قال غاري كيلي وهو يكتب عن العمل، «إن عبارة» الحياة الواقعية «تقوي كل ماهو» أصلي«باستثناء كل من المصطنع والخيالي أو التخيلي».

## للتمييز عن الإنترنت
على الإنترنت، يشير مصطلح «الحياة الواقعية» إلى الحياة في وضع عدم الاتصال. على الإنترنت، وinitialism "IRL" لتقف على «في الحياة الحقيقية»، مع معنى «ليس على شبكة الإنترنت». على سبيل المثال، بينما قد يتحدث مستخدمو الإنترنت عن «التقوا» بشخص ما اتصلوا به عبر الدردشة عبر الإنترنت أو في سياق الألعاب عبر الإنترنت، فإن القول بأنهم التقوا بشخص ما «في الحياة الواقعية» يعني أنهم قابلوه في مكان مادي. البعض، بحجة أن الإنترنت جزء من الحياة الواقعية، يفضلون استخدام «بعيدًا عن لوحة المفاتيح» (AFK)، مثل الفيلم الوثائقي TPB AFK .

## روابط خارجية
- مساحة اللحم من ملف المصطلحات اللغوية.
- ميت سبيس نسخة محفوظة 11 مارس 2007 على موقع واي باك مشين. من قواميس أكسفورد على الإنترنت
- "Origin of the term meatspace?". مؤرشف من الأصل في 2023-01-31. اطلع عليه بتاريخ 2008-04-02.
- "Word Spy - meatspace". مؤرشف من الأصل في 2023-04-05. اطلع عليه بتاريخ 2008-04-02.